# إليزابيث كلاين
إليزابيث كلاين (بالمجرية: Klein Erzsébet)‏ هي عازفة بيانو وملحنة مجرية، ولدت في 23 يوليو 1911، وتوفيت في 11 أكتوبر 2004.